# Giessbach
Le Giessbach est un torrent de montagne avec d'imposantes chutes, les chutes de Giessbach, à l'est du lac de Brienz dans l'Oberland bernois en Suisse. Les chutes sont une attraction touristique connue dans le monde entier. Quatorze chutes réparties sur un dénivelée de 500 mètres se trouvent sur le cours du Giessbach qui se jette ensuite dans le lac de Brienz.

## Historique

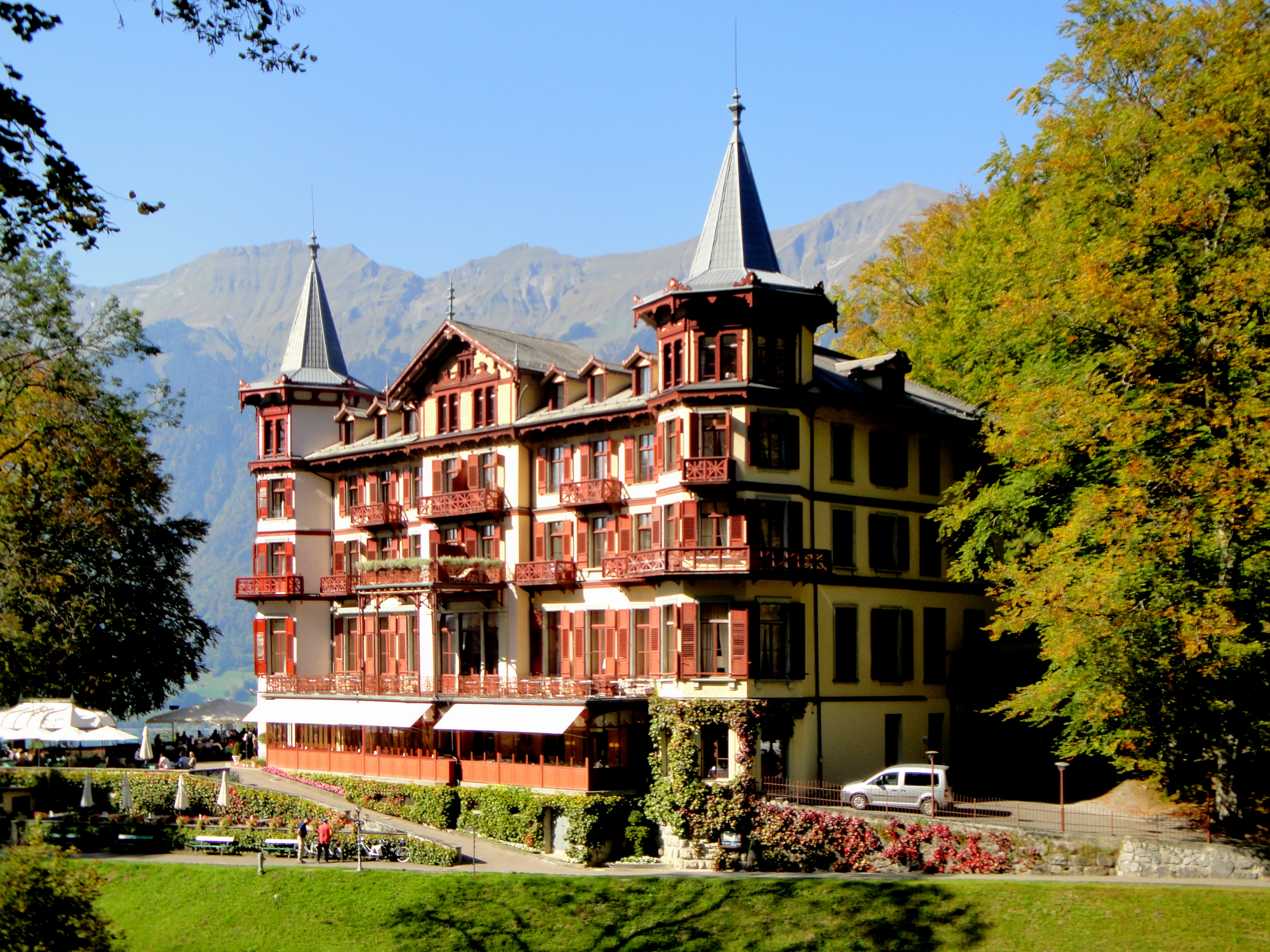
Le Grandhotel Giessbach

Au pied des cascades, le Grandhotel Giessbach (de) a été construit en 1874-1875 par l'architecte franco-suisse Horace Édouard Davinet pour le compte des frères Hauser, issus d'une famille d'hôteliers de Zurich. L'imposant bâtiment dans un style pittoresque helvétique domine le lac avec une vue imprenable sur ses rives et les montagnes aux alentours. Le monument, à l'abandon dans les années 1980 et promis à la démolition, a été racheté en 1983 par l'écologiste suisse Franz Weber, grâce à une vaste collecte nationale pour réunir les fonds nécessaires. Weber a créé une fondation, Giessbach au peuple suisse, afin de restaurer l'édifice et assurer sa pérennité.
Un funiculaire (Giessbachbahn (en)), le plus vieux d'Europe (1879), relie le bord du lac (566 mètres) à une station proche de l'hôtel (656 mètres). Dès 2008, des restaurations sont entreprises tout d'abord sur les wagons, le système de traction et enfin le pont de 200 mètres. Le funiculaire fut rouvert dès le 18 mai 2011.

## Dans la culture
Dans la fiction audiovisuelle, le Grandhotel apparaît dans le dernier épisode de « Frères d'armes » même si le récit se déroule en Autriche. La quasi-totalité de l'épisode "Nestor Burma dans l'île" de la série Nestor Burma (saison 4, épisode 1), se passe dans le Grandhotel. Dans la littérature, le Grandhotel est l'un des lieux principaux de l'intrigue du roman « Un garçon parfait » (2004, traduction française 2008) du Suisse Alain Claude Sulzer, Prix Médicis étranger 2008.